# Dhoni

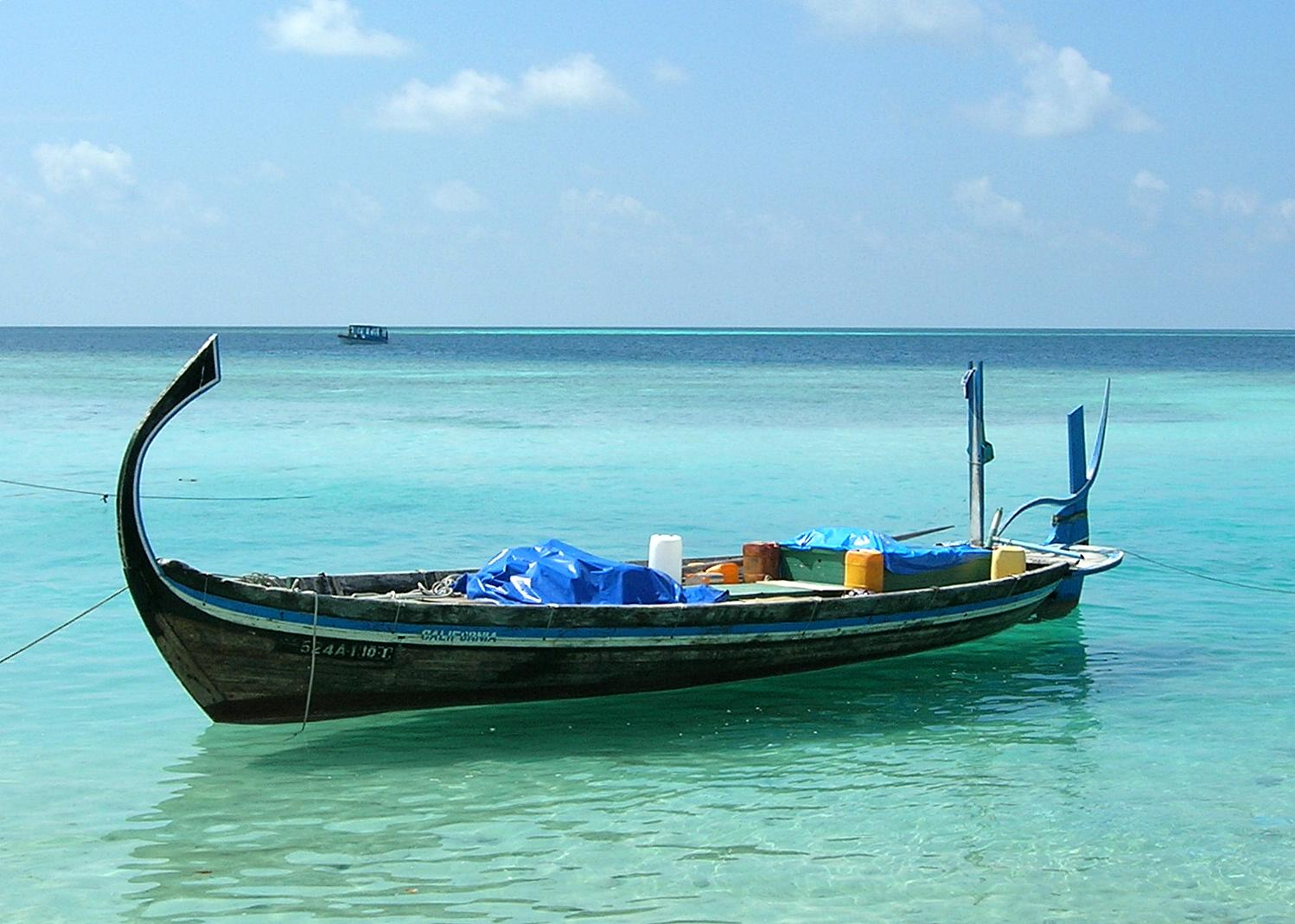
Dhoni

Das Dhoni ist das traditionelle Transportmittel sowie ein Bootstyp der Malediven. Ursprünglich dienten diese dem Fischfang sowie dem Transport von Waren, mittlerweile erfüllen sie viele Zwecke. Mit einem Dieselmotor ausgestattet, bringen die Dhonis die Touristen von Malé, der Hauptstadt der Malediven aus, zu den verschiedenen Inseln der Atolle, zum Ausgangspunkt eines Tauchgangs oder dienen als Ausflugsboot für ein "Inselhopping" zu benachbarten Inseln. 

## Traditionelle Herstellung

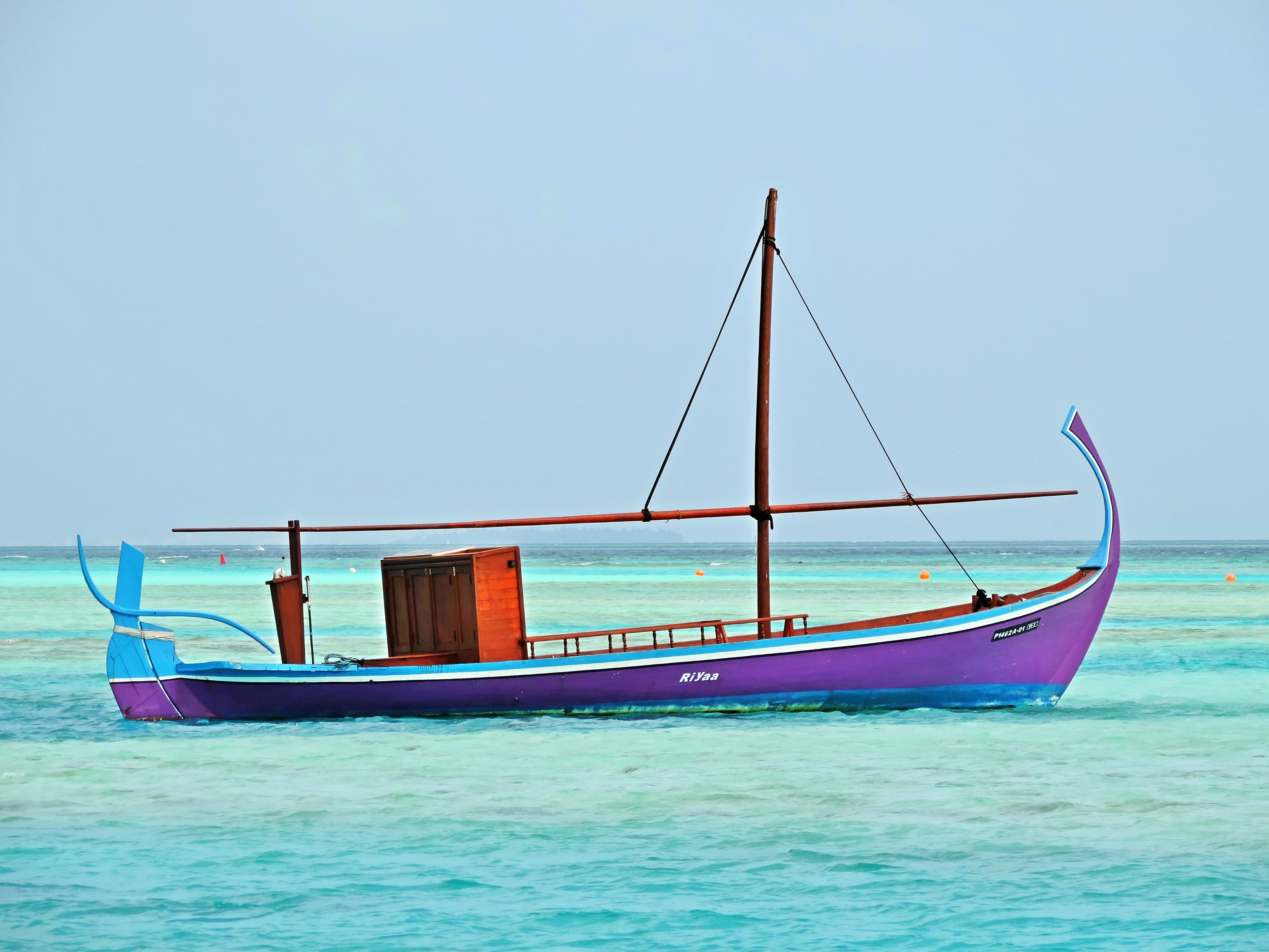
Dhoni

Der Bau eines Dhonis ist das wichtigste Kunsthandwerk der Malediver. Über Jahrhunderte hinweg blieb das Dhoni weitgehend unverändert. Damit die Dhonis perfekt an die in den maledivischen Atollen herrschenden Wasser- und Wetterverhältnisse angepasst waren, wurden die Schiffsrümpfe aus dem sehr harten und schwierig zu bearbeitenden Holz der Kokospalme gefertigt. Das Holz hat die Eigenschaft, so widerstandsfähig und elastisch zu sein, dass auch eine Kollision der Boote mit den oft sehr flach unter der Meeresoberfläche liegenden Korallenriffen es nicht zerstört. Die Planken wurden mit Kokosbast zusammengehalten und die Rahsegel aus Kokosnussfasern gewebt. Äußerlich erinnern die Dhonis an die von arabischen Seefahrern benutzten Daus.

## Das Dhoni in der heutigen Zeit
Mit der Motorisierung der Dhonis in den 1970er und 1980er Jahren veränderte sich ihre traditionelle Form. Der Rumpf wurde schmaler, um sich den durch Dieselmotoren erreichten höheren Geschwindigkeiten anzupassen. Auch erhielt das Boot ein Deck, um den Motor zu verstecken und Stauraum zu schaffen. Zur Verbindung der Planken wurden Kupfernieten verwendet und das Rahsegel wurde durch ein dreieckiges Lateinersegel ersetzt. Das Holz der Kokospalme tauschten die Schiffbauer größtenteils durch importierte Harthölzer aus. Um einen schnelleren Transport von und zu den Inseln zu ermöglichen, wird das Dhoni immer häufiger durch das wesentlich schnellere, sogenannte "Maldivian Air Taxi" ausgetauscht. Fast alle bewohnten Inseln verfügen über eine Dhoniwerft oder zumindest über einen Strandabschnitt, an dem die Schiffe repariert werden. Manche Inseln haben sich sogar auf den Bau von Dhonis spezialisiert. So hat die Insel Alifushi im Raa-Atoll beispielsweise den Ruf der Insel mit den besten Dhonibauern der Malediven.

## Bootstypen
Als die schönsten, aber nur noch selten anzutreffenden Dhonis gelten die Mas Dhonis. Dieses etwa 10 m langen und 4 bis 5 m breiten Fischerdhonis mit Segel werden speziell für den Fischfang innerhalb des schützenden Atollrings gebaut. Da sie sehr einfach gebaut sind, würden sie den Bedingungen außerhalb des Riffs nicht standhalten. Die mit Motoren ausgestatteten Dhonis sind die sogenannten Ingeenu Dhonis (Engine Dhonis). Im Unterschied zu den Segeldhonis können sie den Fischschwärmen auch über die Riffkante hinaus folgen und über Nacht die Fischfangquote erheblich erhöhen.